# Arctia rufa
Arctia rufa är en fjärilsart som beskrevs av Smith 1956. Arctia rufa ingår i släktet Arctia och familjen björnspinnare. Inga underarter finns listade i Catalogue of Life.